# Чертополоховые (подтриба)
Чертополоховые (лат. Carduinae) — подтриба травянистых растений одноимённой трибы Чертополоховые (Cardueae) семейства Астровые (Asteraceae).

## Роды
По данным NCBI, подтриба включает в себя следующие роды:
- Alfredia Cass. — Альфредия
- Amphoricarpos Vis. — Амфорикарпос
- Ancathia DC.
- Arctium L. — Лопух
- Berardia Vill.
- Carduus L. — Чертополох typus
- Cavea W.W.Sm. & Small
- Cephalonoplos (Neck. ex DC.) Fourr.
- Chardinia Desf.
- Cirsium Mill. — Бодяк
- Cnicus L. — Кникус
- Cousinia Cass.
- Cousiniopsis Nevski
- Cynara L. — Артишок
- Diplazoptilon Ling
- Dipterocome Fisch. & C.A.Mey.
- Dolomiaea DC.
- Frolovia Lipsch. — Фроловия
- Galactites Moench
- Hemisteptia Bunge ex Fisch. et C.A.Mey.
- Himalaiella Raab-Straube
- Hyalochaete Dittrich & Rech.f.
- Hypacanthium Juz.
- Jurinea Cass. — Наголоватка
- Jurinella Jaub. & Spach
- Lamyropappus Knorring & Tamamsch.
- Lamyropsis (Kharadze) Dittrich
- Lipschitziella Kamelin
- Notobasis Cass.
- Olgaea Iljin
- Onopordum L. — Татарник
- Outreya Jaub. & Spach
- Picnomon Adans.
- Polytaxis Bunge
- Ptilostemon Cass.
- Saussurea DC. — Соссюрея
- Schmalhausenia C.Winkl. — Шмальгаузения
- Siebera J.Gay
- Silybum L. — Расторопша
- Staehelina Rchb.
- Synurus Iljin
- Syreitschikovia Pavlov
- Tyrimnus Cass.
- Xanthopappus C.Winkl.
- Xeranthemum L. — Ксерантемум

## Галерея

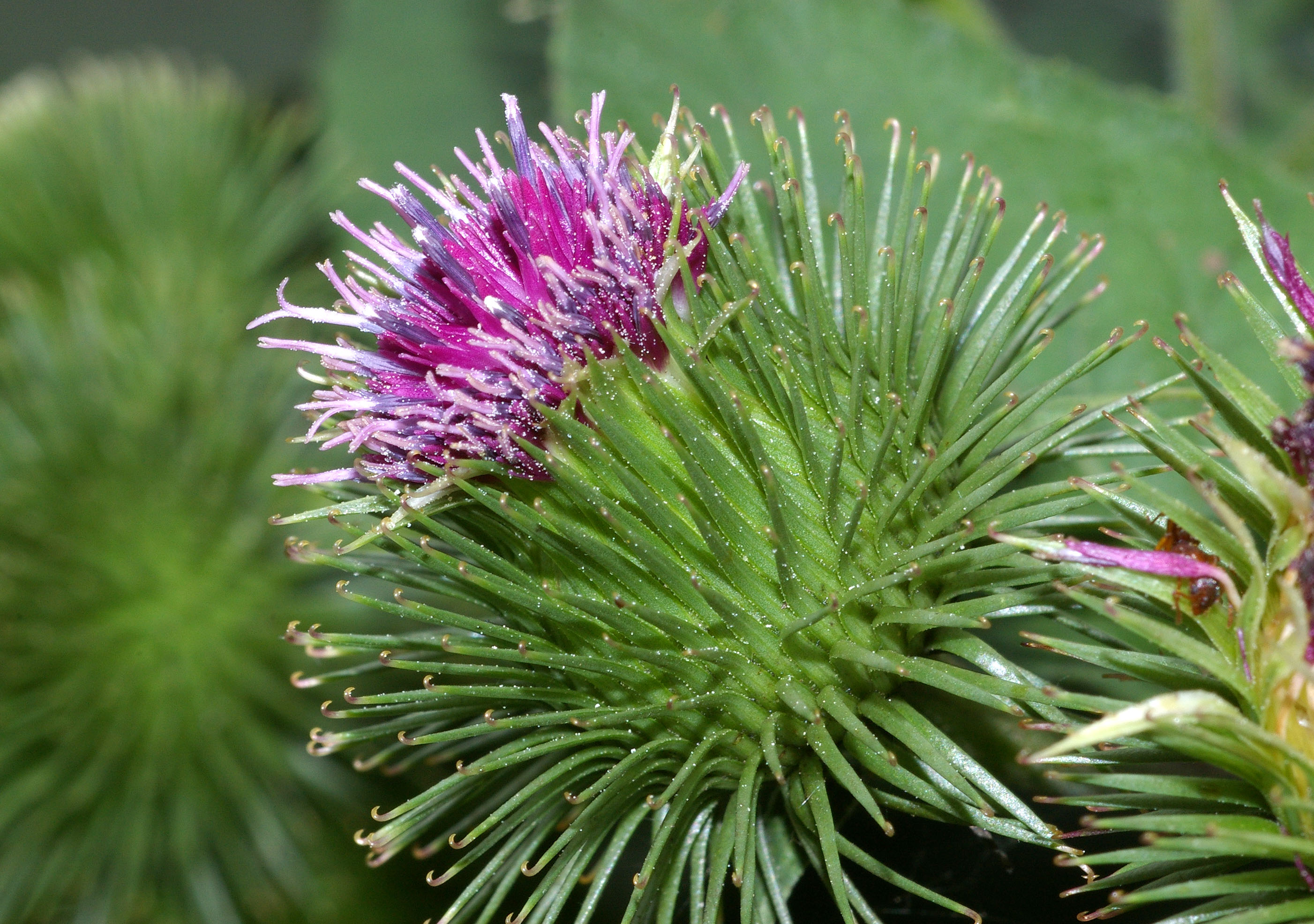
Лопух большой
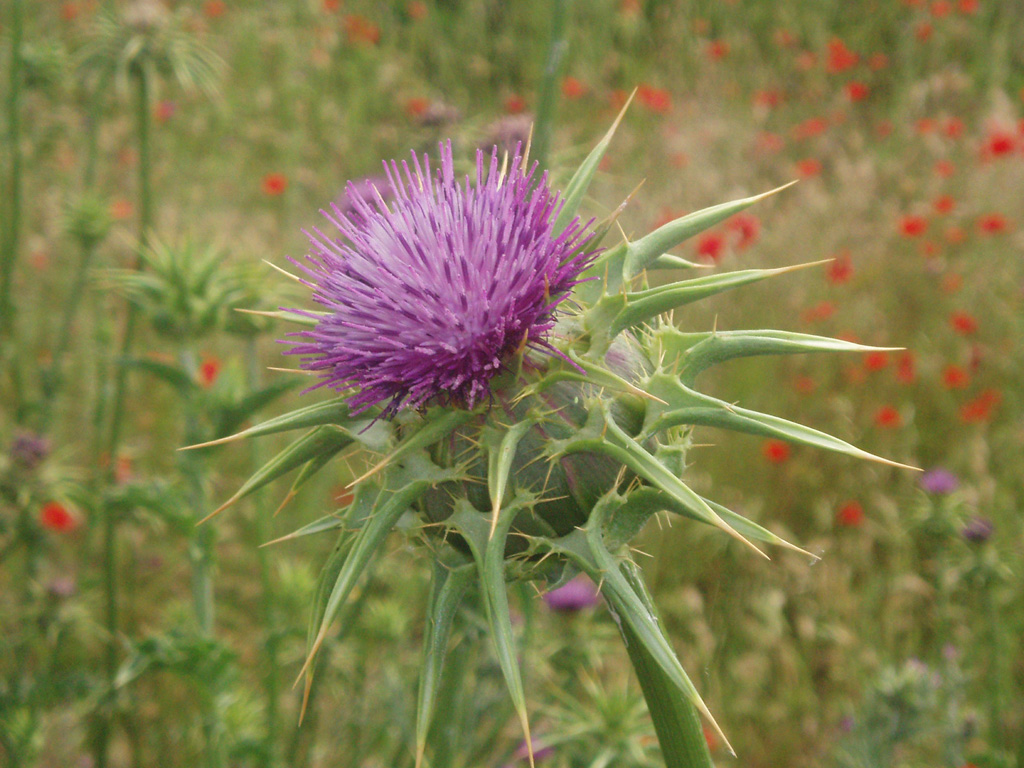
Расторопша пятнистая
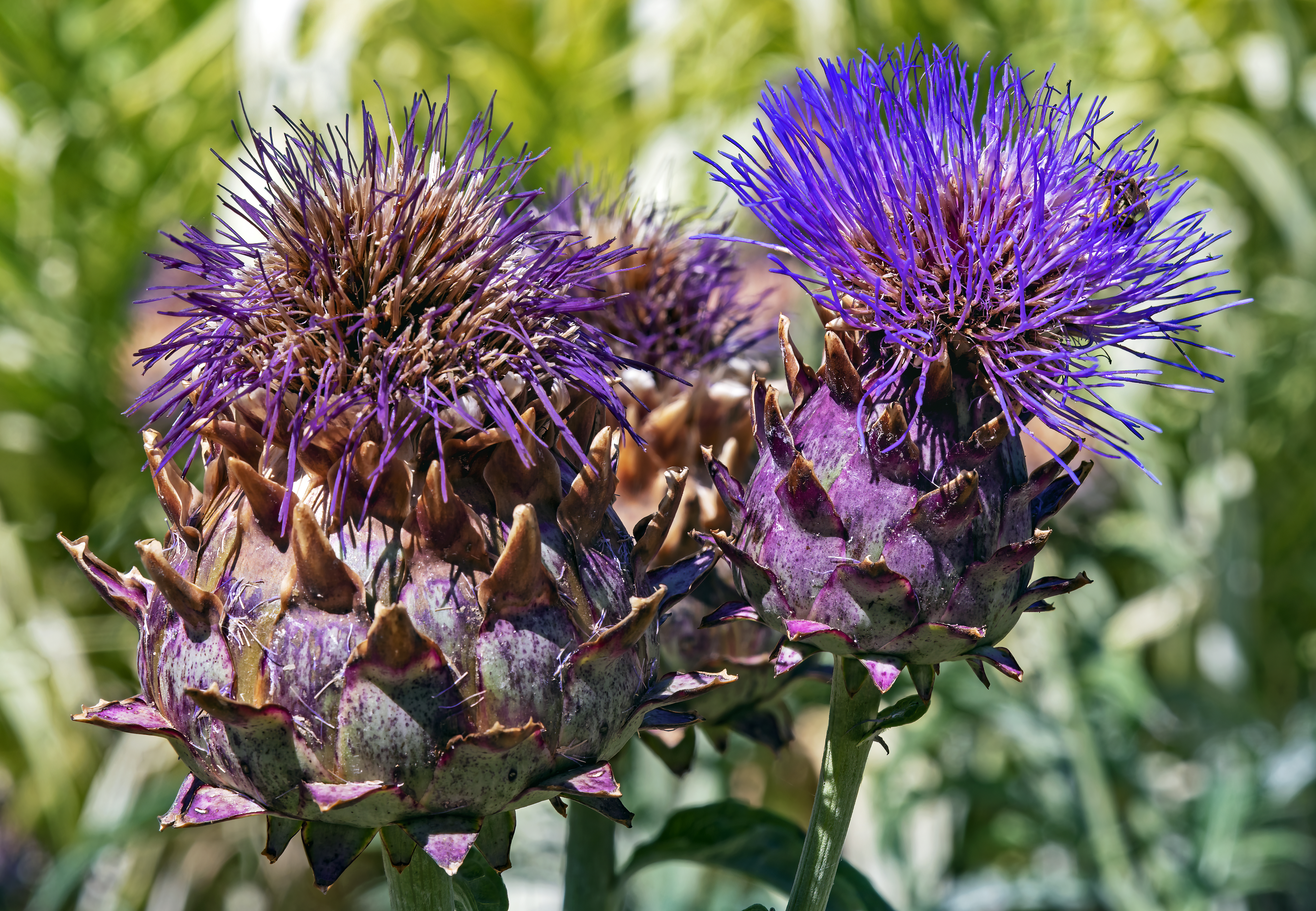
Артишок испанский
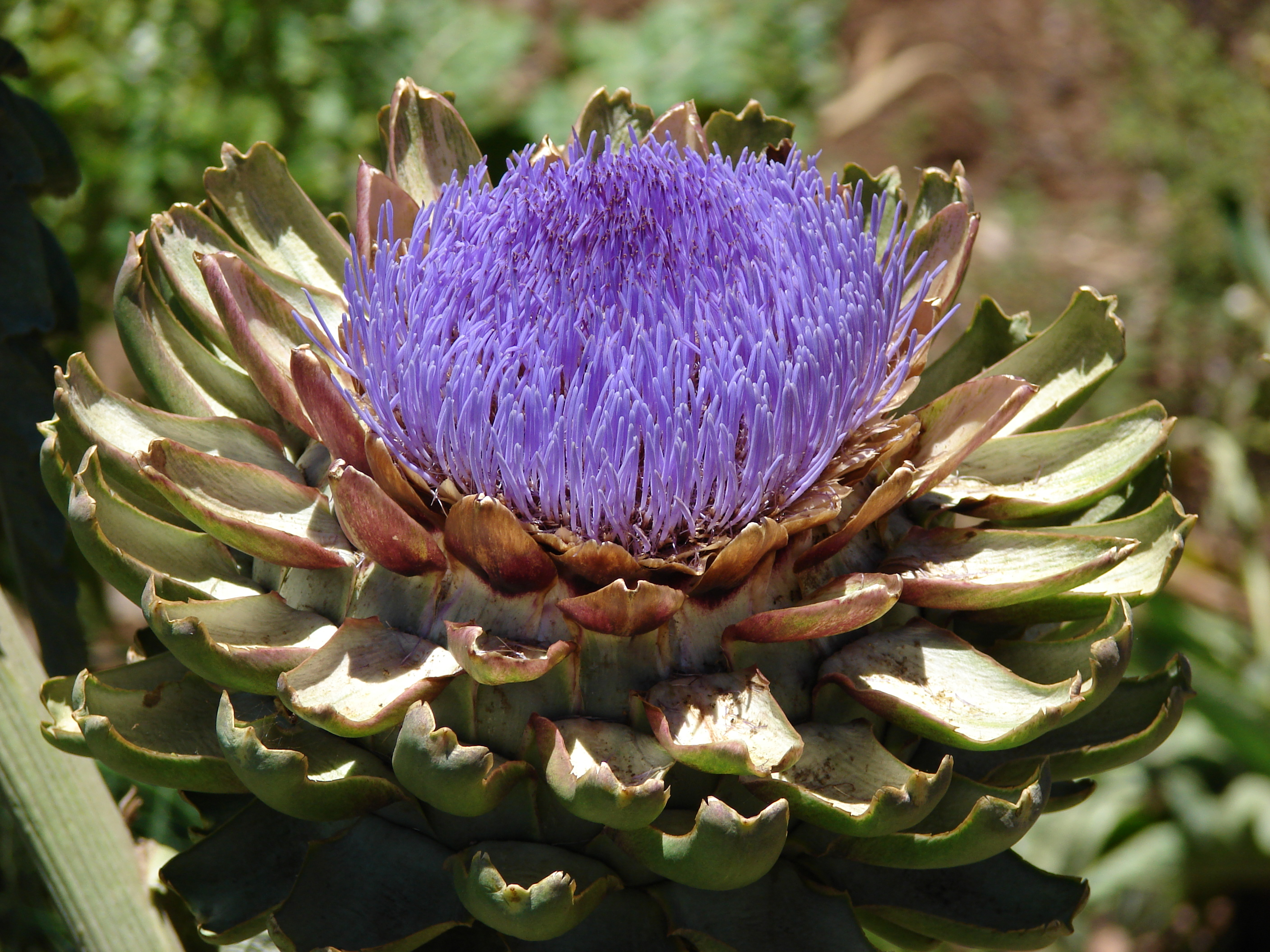
Cynara scolymus
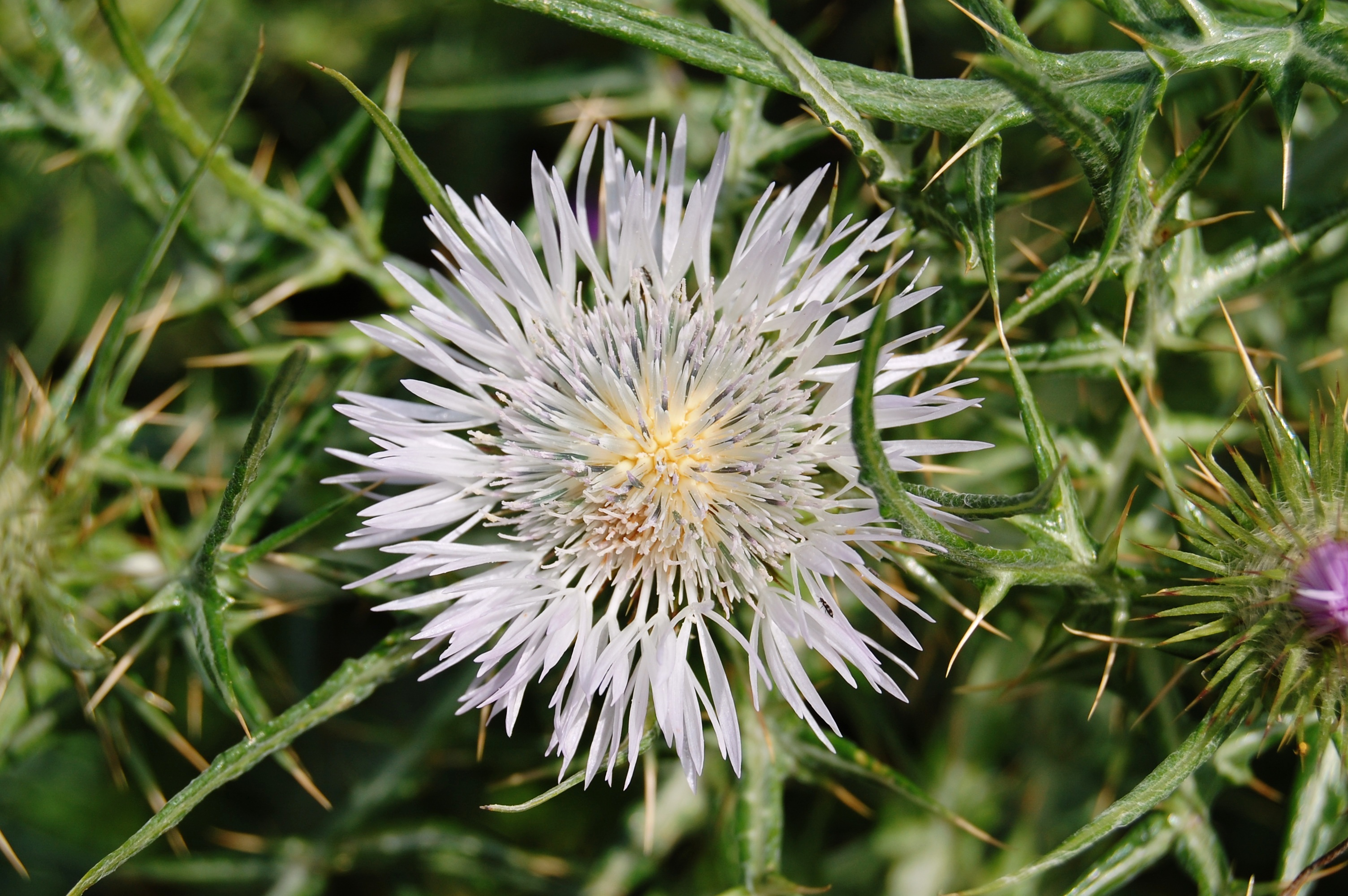
Galactites tomentosa
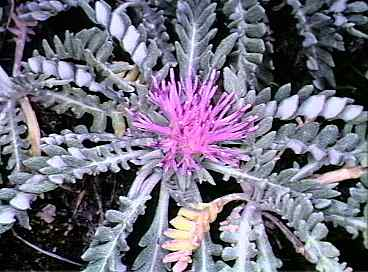
Jurinea bocconei
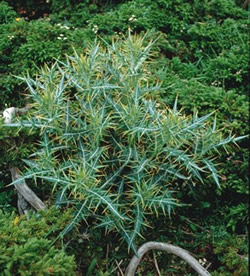
Lamyropsis microcephala
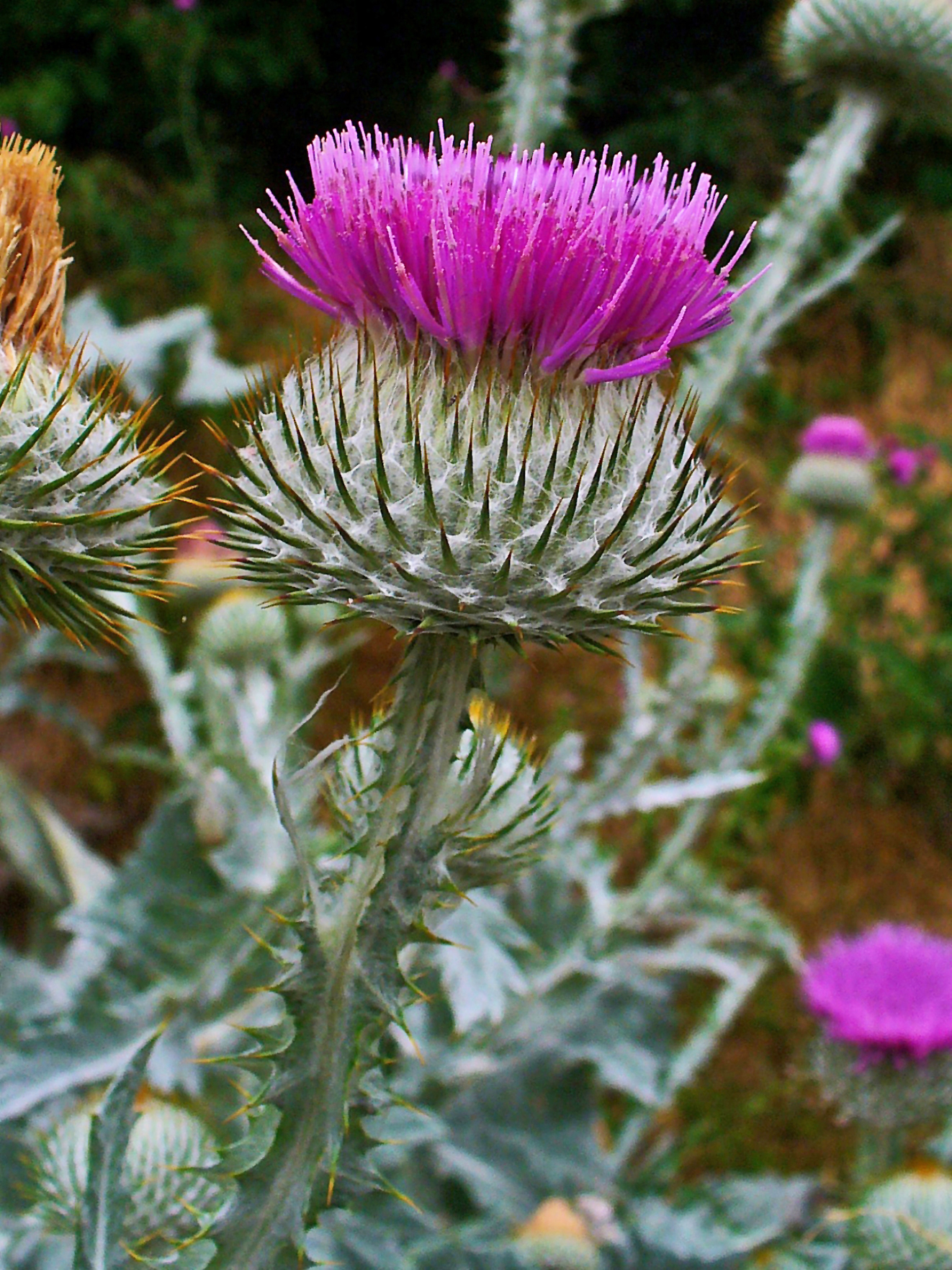
Татарник колючий
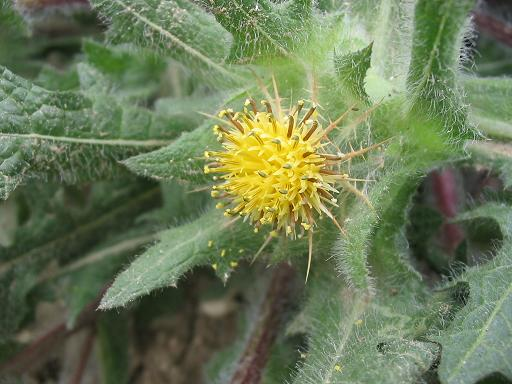
Кникус благлословенный